# Busto de Guillermo Schulz

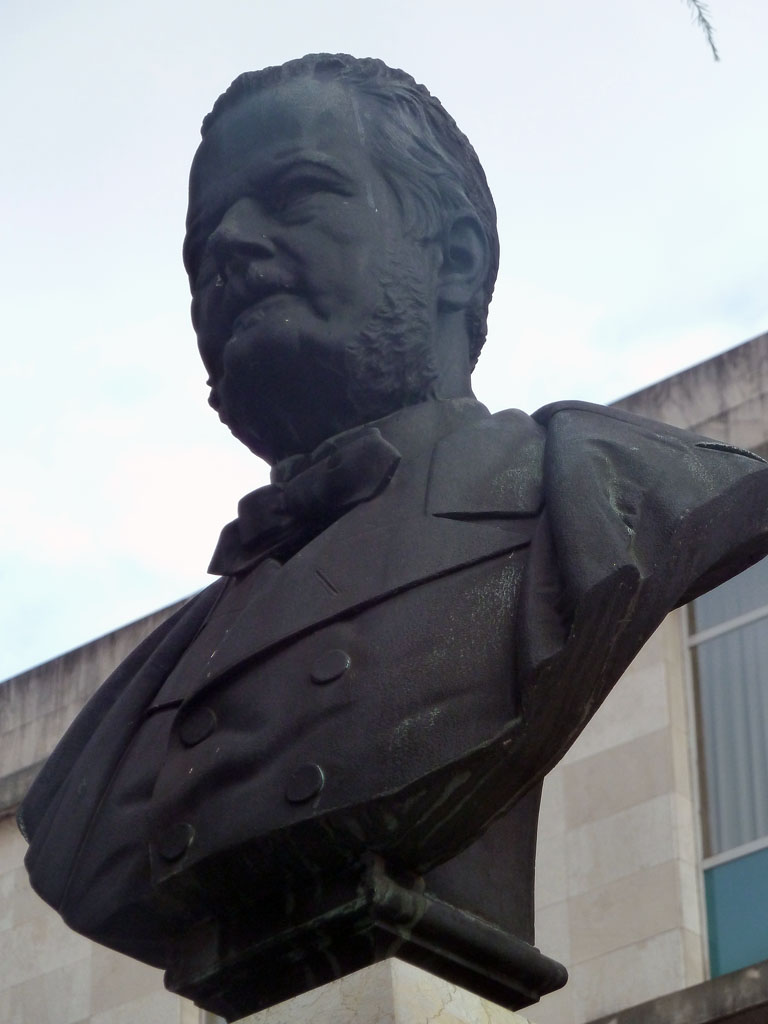
Busto de Guillermo Schulz.

El busto de Guillermo Schulz, ubicado en la entrada de la Facultad de Ingenieros de Minas (C/ Independencia), en la ciudad de Oviedo, Principado de Asturias, España, es una de las más de un centenar de esculturas urbanas que adornan las calles de la mencionada ciudad española.
El paisaje urbano de esta ciudad se ve adornado por obras escultóricas, generalmente monumentos conmemorativos dedicados a personajes de especial relevancia en un primer momento, y más puramente artísticas desde finales del siglo XX.
La escultura, hecha en bronce, es obra de José Gragera y Herboso, y está datada en 1898. Fue el 26 de agosto de 1898 cuando a ofrecimiento de la Diputación Provincial, el Ayuntamiento de Oviedo decidió disponer del busto de bronce esculpido en homenaje al ingeniero de minas Guillermo Schulz, que se le otorgaba en depósito. Es por ello que se coloca el mencionado busto sobre la columna meteorológica, la cual se ubicaba en la plaza de Riego, convirtiéndose de este modo en pedestal del mismo.
En 1993 se decide ceder el busto del geólogo alemán a la Universidad de Oviedo para ser colocado a la entrada de la Escuela Superior de Minas que está situada en la calle Independencia, lugar actual de su emplazamiento; mientras que en su original ubicación se instala un busto del militar asturiano Rafael del Riego, como parte de los actos del homenaje a este ilustre hijo de Tineo que da nombre a la plaza en donde se encuentra la escultura urbana de su busto, que además es obra de José Antonio Nava.